# Eimersaufen

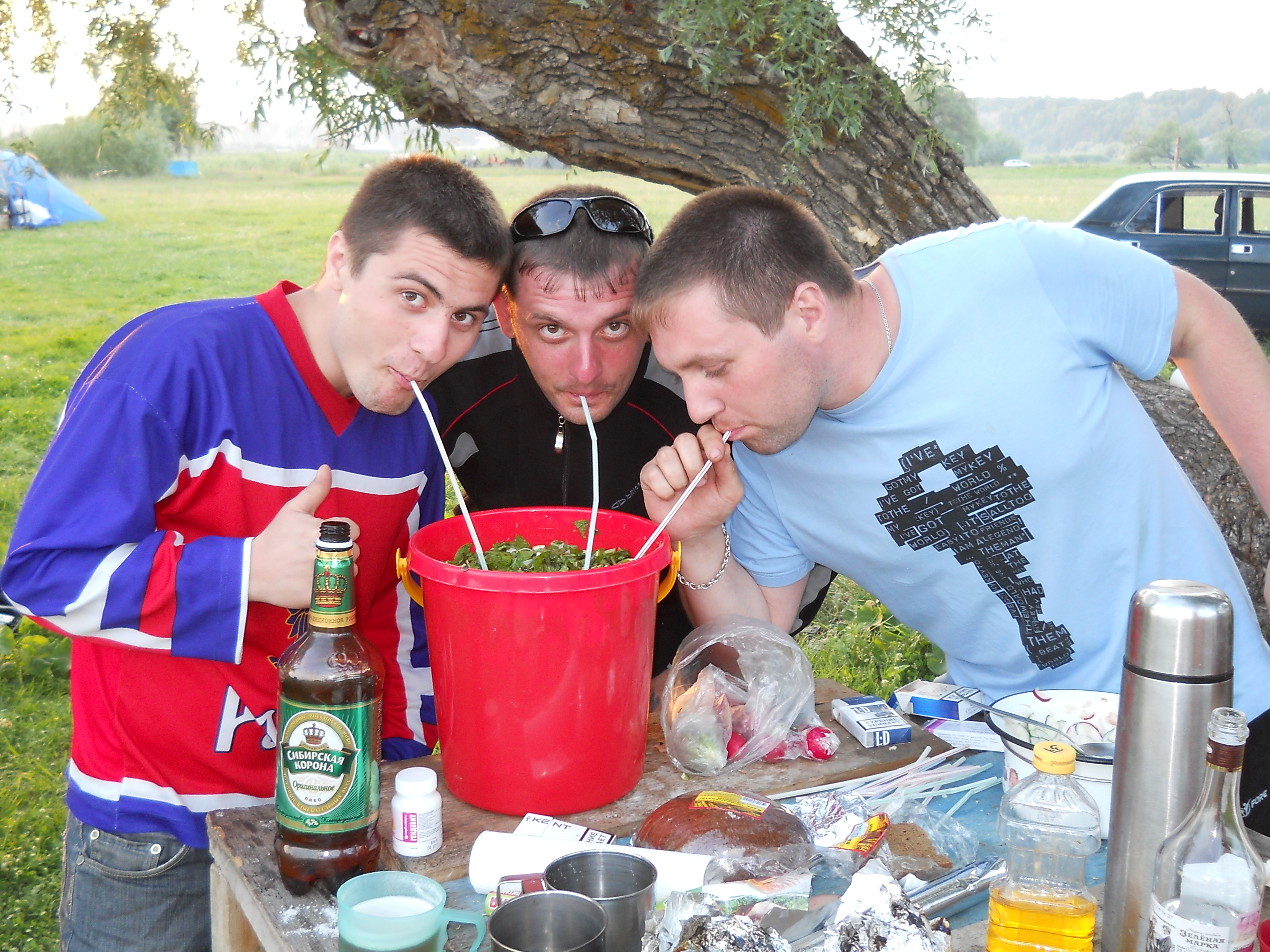
Drei Männer trinken Mojito aus einem Eimer mit Trinkhalmen in Russland (2011)

Eimersaufen ist das gemeinsame Trinken alkoholischer Getränke aus einem Eimer mit Trinkhalmen. Es gilt als Symbol deutscher Ballermann-Touristen, ist aber auch in anderen Ländern verbreitet.

## Geschichte

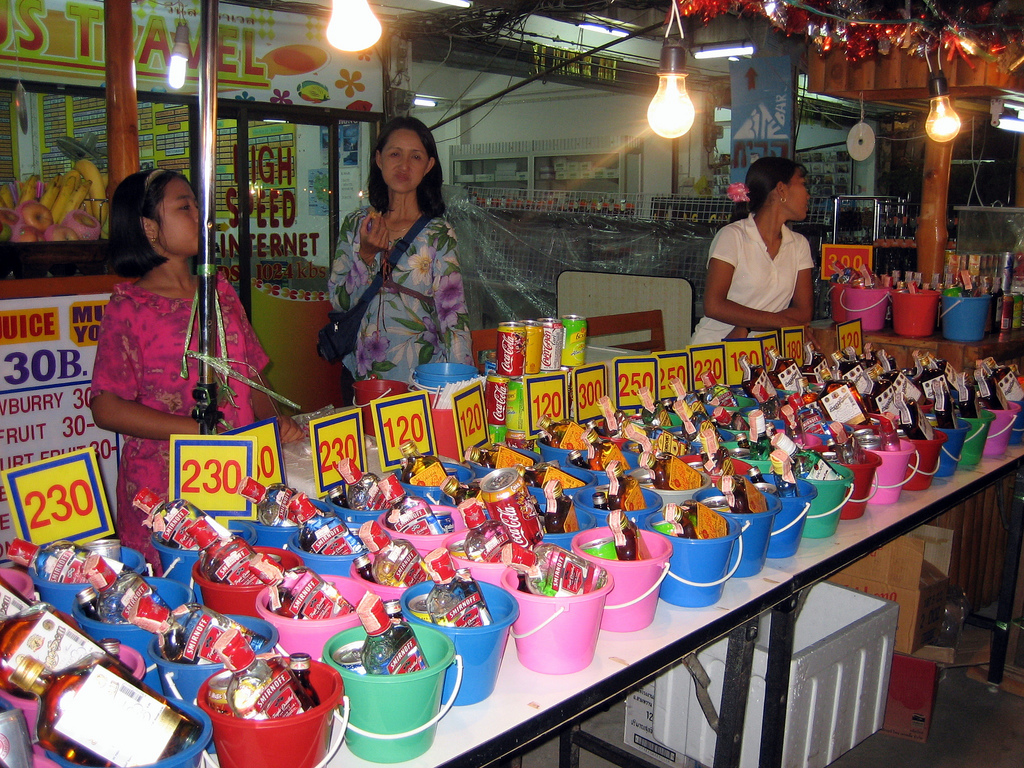
Angebot von Cocktaileimern auf der thailändischen Insel Ko Pha-ngan (2013)

Das Trinken von Sangría aus Eimern gilt als Symbol deutscher Touristen am sogenannten Ballermann an der Platja de Palma.
Auch in anderen Zentren des Party- und Alkoholtourismus werden Cocktails zum Mischen in Eimern angeboten, etwa bei der Full Moon Party auf der thailändischen Insel Ko Pha-ngan. Bei tschechischen Touristen ist das Trinken aus einem gemeinsamen Partyeimer (párty kýbl) am kroatischen Strand Zrće beliebt. Diese Praxis geriet 2020 nach dem Ausbruch der COVID-19-Pandemie in Tschechien in die Kritik, da sie zu Ansteckungen geführt hatte. Ein ähnlicher Vorfall ereignete sich in einer Prager Bar.

## Gegenmaßnahmen
In Palma de Mallorca wurde 2011 ein Gesetz gegen nächtliche Trinkgelage (botellón) eingeführt. Um darüber auch Touristen zu informieren, wurden im Sommer 2012 am Ballermann Plakate aufgehängt, denen viersprachig zu entnehmen war, dass Sangría-Eimer am Strand nicht mehr geduldet werden. Bei Zuwiderhandlungen wurden Strafen in Höhe von 1803 Euro angedroht. 2017 wurden verschärfte Kontrollen eingeführt.